# Ishmael Miller
Ishmael Anthony Miller (Manchester, 1987. március 5. –) angol labdarúgó, aki jelenleg az angol negyedosztályú Tranmere Rovers csatára.

## Pályafutása

### Manchester City
Miller a Manchester szomszédságában fekvő Mostonban született. Labdarúgói pályafutását a 2005–2006-os évadban kezdte a Manchester City FC színeiben. A szezon előtti mérkőzésekben tanúsított játékának köszönhetően a Premier League-ben is pályára léphetett: 2006. március 18-án cserejátékosként lépett pályára a Wigan Athletic elleni mérkőzésben. Az évadban nem lépett többé pályára az első csapattal, viszont a cserejátékosok közül ő büszkélkedhetett, a legtöbb szerzett góllal. 2006 júliusában és augusztusában rendszeres játékos volt a szezon előtti mérkőzésekben és sikerült gólt szereznie a Wrexham elleni barátságos mérkőzésen. A Manchester City első hat mérkőzéséből négyben cserejátékosként lépett pályára. Első teljes játékára 2006. szeptember 23-án került sor a West Ham United elleni mérkőzésen. Annak ellenére, hogy cserejátékosként csatárként tartották számon, a mérkőzésen a támadó középpályás posztot töltötte be.

### West Bromwich Albion (kölcsönben)
2007. július 18-án felmerült, hogy a Preston North End kölcsönjátékosa lesz. 2007. augusztus 13-án a West Bromwich Albion menedzsere, Tony Mowbray megerősítette, hogy kölcsönvenné Millert a teljes szezonra. Augusztus 15-én kötötték meg az üzletet, Miller a West Bromwich kölcsönjátékosa lett, számolva azzal a lehetőséggel, hogy a szezon végére véglegesen átigazolhat a csapathoz. Új csapatával először augusztus 18-án lépett pályára a Preston North End elleni mérkőzésen. Mindössze hét percig volt a pályán, miután a 66. percben Kevin Phillips helyére lépett.
Első gólját az Ipswich Town elleni mérkőzésen szerezte, hozzásegítve csapatát egy 4-0-s győzelemhez. Noha két gólt szerzett a Cardiff City elleni mérkőzésen, a csapat mégis 4-2-re veszített. Ez év októberében őt tartották a legesélyesebbnek a hónap játékosa címre, a titulust végül Ryan Shawcross, a Stoke City hátvédje nyerte el. Novemberben meghívást kapott az angol 21 éven aluliak válogatott csapatába.

### Visszatérése a Man Cityhez és a West Bromwich Albion
Október 5-én, a Manchester City edzője, Sven-Göran Eriksson bejelentette, hogy Miller továbbra is hosszútávú terveinek része, de végül 2008 január utolsó napján Miller egy három és fél éves szerződést írt alá a WBA-val, amelynek értéke elérhette az 1,4 millió fontot. Március 9-én mesterhármassal járult hozzá a csapat győzelméhez a Bristol Rovers FC elleni mérkőzésben, az FA-kupa negyeddöntőjében. Első Premier League-beli gólját a Newcastle United elleni mérkőzésen szerezte 2008. október 28-án, ennek ellenére a csapata veszített. A következő, Blackburn Rovers elleni mérkőzésen szerzett góljával elnyerte a „West Bromwich Albion évad góljának” címét. 2008 decemberében keresztszalag-szakadást szenvedett, amikor ütközött a Portsmouth kapusával, David James-szel, így a 2008–2009-es évad nagy részét kihagyta. 2010. január 8-án lépett ismét pályára a Nottingham Forest elleni mérkőzésen, tizennégy hónap távolmaradás után.

### Queens Park Rangers (kölcsönben)
Peter Odemwingie és Marc-Antoine Fortune érkezésével, valamint a West Bromwich egy csatáros taktikája miatt, korlátozta Miller lehetőségeit az első csapatban. 2010. január 21-én a másodosztály listavezető csapatához, a Queens Park Rangers-höz került 93 napra, kölcsönjátékosként. A kölcsön időszak lejártával visszatért a West Bromwich Albion csapatához és cserejátékosként állt pályára a 2010. május 8-i Wolverhampton Wanderers elleni mérkőzésen.

### Nottingham Forest
2011. augusztus 6-án Roy Hodgson, a West Bromwich menedzsere jelezte, hogy Ishmael Miller valószínűleg átszerződik a Nottingham Forest-hez és elismerte, hogy a játékosnak szüksége van egy állandó, első csapatban való szereplésre. Annak ellenére, hogy a kezdeti tárgyalásokról már voltak híradások, a Nottingham Forest kihangsúlyozta, hogy nem véglegesítettek semmilyen szerződést sem a játékossal, sem annak ügynökével. A Nottingham Forest végül augusztus 13-án jelentette be, hogy leszerződtették Millert, hároméves időszakra. A szerződést augusztus 15-én véglegesítették. Az átigazolási díj 1,2 millió font volt.
Új csapatával Miller először augusztus 16-án lépett pályára cserejátékosként, a Doncaster Rovers elleni mérkőzésen. Első gólját augusztus 24-én szerezte a Liga kupában, a Wycombe Wanderers ellen. 2011 októberében az Angol labdarúgó-szövetség nem megfelelő viselkedés miatt vádat emelt ellene. Miller elismerte a vádakat.

### Middlesbrough (kölcsönben)
2012. augusztus 24-én egyéves kölcsönszerződést írt alá a Boro-val. A szerződés lejártával 2013. augusztus 24-én visszatért a Forest keretéhez.

## Sikerei, díjai
West Bromwich Albion
- Championship
  - Nyertes (1): 2007–08
  - Második helyezés (1): 2009–2010

Queens Park Rangers
- Championship
  - Nyertes (1): 2010–11

## Fordítás
- Ez a szócikk részben vagy egészben  az   Ishmael Miller című angol Wikipédia-szócikk ezen változatának fordításán alapul.  Az eredeti cikk szerkesztőit annak laptörténete sorolja fel. Ez a jelzés csupán a megfogalmazás eredetét és a szerzői jogokat jelzi, nem szolgál a cikkben szereplő információk forrásmegjelöléseként.